# Chen Minyi
Dans ce nom chinois, le nom de famille, Chen, précède le nom personnel.
Pour les articles homonymes, voir Chen.
Chen Minyi (en chinois : 陈敏仪 ; pinyin : Chén Mĭnyí), née le 1er octobre 1990 à Dongguan (Guangdong), est une archère handisport chinoise concourant en W1. Elle est double championne paralympique en 2021.

## Carrière
Chen est née avec une maladie congénitale qui l'oblige à se déplacer en fauteuil roulant.
Aux Jeux paralympiques d'été de 2020, elle remporte la première médaille d'or décernée des Jeux en tir à l'arc en remportant l'épreuve par équipes mixtes W1 avec son partenaire Zhang Tianxin. Le duo avait battu le record paralympique lors des qualifications avec 640 points. Quelques jours plus tard, elle remporte l'épreuve individuelle féminine en W1 en battant la Tchèque Šárka Musilová 142-131 en finale.
Quatre ans plus tard aux Jeux paralympiques de Paris, elle bat de nouveau Šárka Musilová 136-129 pour conserver son titre dans l'épreuve individuelle, avant de s'imposer sur l'épreuve par équipes mixtes aux côtés de Zhang Tianxin.

## Palmarès
Jeux paralympiques
- médaille d'or dans l'épreuve individuelle féminine catégorie W1 aux Jeux paralympiques d'été de 2020 à Tokyo
- médaille d'or dans l'épreuve par équipes mixtes catégorie W1 aux Jeux paralympiques d'été de 2020 à Tokyo
- médaille d'or dans l'épreuve individuelle féminine catégorie W1 aux Jeux paralympiques d'été de 2024 à Paris
- médaille d'or dans l'épreuve par équipes mixtes catégorie W1 aux Jeux paralympiques d'été de 2024 à Paris

Championnats du monde
- médaille de bronze dans l'épreuve par équipes catégorie libre aux Championnats du monde 2011 à Turin

Jeux para-asiatiques
- médaille d'or dans l'épreuve individuelle féminine catégorie W1 aux Jeux asiatiques de 2018 à Jakarta
- médaille d'or dans l'épreuve par équipes catégorie W1 aux Jeux asiatiques de 2018 à Jakart